# ウィルソン・キプケテル
ウィルソン・キプケテル（Wilson Kipketer、1972年12月12日 - ）は、ケニア出身でデンマーク人の陸上競技選手。男子800mの元世界記録保持者である。なお、キプケテルとはケニアの言葉で縁側という意味である。

## 経歴
1980年代、ケニアの陸上競技選手であったキプチョゲ・ケイノに才能を見出され、中距離走を始めた。
19歳のとき、交換留学生としてコペンハーゲン大学で電子工学を専攻し、そのままデンマークに移住した。その後、デンマーク代表として1995年世界陸上選手権に出場。初出場にして優勝を果たした。しかし、デンマーク国籍を取得していなかったために1996年アトランタオリンピックには出場できなかった。
オリンピックにこそ出場できなかったものの、1996年から1997年にかけては負け知らずで、28連勝を記録した。1997年初頭に行われた世界室内陸上選手権では、予選と決勝の2度にわたって室内世界記録を更新し、従来の記録を2秒以上短縮する1分42秒67を記録した。7月には16年間破られていなかったセバスチャン・コー（イギリス）の1分41秒73に並ぶ世界タイ記録をマーク。更に8月の間に世界記録を2度も更新し、1分41秒11まで縮めた。この記録は2010年8月にデイヴィッド・レクタ・ルディシャにより更新された。世界陸上ではスタートからフィニッシュまで先頭を譲らず2連覇を達成した。
1998年にマラリアを発症し、競技会に参加できなかったが、翌1999年に復帰し、その年のレースで10戦全勝。世界陸上でも優勝し、3連覇を果たした。2000年2月には、室内1000mで2分14秒96の世界記録を樹立するなど、この年の2000年シドニーオリンピックでの優勝候補筆頭であったが、接戦の末、ニルス・シューマン（ドイツ）に敗れて2位であった。
2002年のヨーロッパ陸上選手権では、オリンピックで敗れたシューマンや、世界チャンピオンのアンドレ・ブヒャー（スイス）らを抑えて優勝した。その後は故障を抱えながらも、2004年アテネオリンピックでは銅メダルを獲得するなどの活躍を見せ、2005年8月に引退を表明している。

## 主な成績
| 年   | 大会                     | 場所                         | 種目 | 結果 | 記録      |
| ---- | ------------------------ | ---------------------------- | ---- | ---- | --------- |
| 1995 | 世界陸上選手権           | イェーテボリ（スウェーデン） | 800m | 1位  | 1分45秒08 |
| 1995 | IAAFグランプリファイナル | モンテカルロ（モナコ）       | 800m | 2位  | 1分45秒28 |
| 1997 | 世界室内陸上選手権       | パリ（フランス）             | 800m | 1位  | 1分42秒67 |
| 1997 | 世界陸上選手権           | アテネ（ギリシャ）           | 800m | 1位  | 1分43秒38 |
| 1997 | IAAFグランプリファイナル | 福岡（日本）                 | 800m | 1位  | 1分42秒98 |
| 1999 | 世界室内陸上選手権       | 前橋（日本）                 | 800m | 2位  | 1分45秒49 |
| 1999 | 世界陸上選手権           | セビリア（スペイン）         | 800m | 1位  | 1分43秒30 |
| 1999 | IAAFグランプリファイナル | ミュンヘン（ドイツ）         | 800m | 1位  | 1分43秒55 |
| 2000 | オリンピック             | シドニー（オーストラリア）   | 800m | 2位  | 1分45秒14 |
| 2002 | ヨーロッパ陸上選手権     | ミュンヘン（ドイツ）         | 800m | 1位  | 1分47秒25 |
| 2003 | 世界室内陸上選手権       | バーミンガム（イギリス）     | 800m | 2位  | 1分45秒87 |
| 2004 | オリンピック             | アテネ（ギリシャ）           | 800m | 3位  | 1分44秒65 |

## 記録
- 400m　46秒85　　（1994年1月1日）
- 800m　1分41秒11　（1997年8月24日）
- 1500m　3分42秒80　（1993年1月1日）
- 800m（室内）　1分42秒67　（1997年3月9日、世界記録）